# Belangrijkste mijnsites van Wallonië
De belangrijkste mijnsites van Wallonië zijn door de Commissie voor het Werelderfgoed van de UNESCO in 2012 erkend als cultureel werelderfgoed. De vier locaties vormen samen de Waalse Steenkolenbekkens of Zuiderbekkens en waren belangrijke ontginningsplaatsen van steenkool in de Waalse bekkens en hebben hun oorspronkelijke staat in hoge mate behouden. Zij worden beschouwd als de best bewaarde 19de- en 20ste-eeuwse steenkoolmijnsites van het land. Het Waalse steenkoolbekken wordt ook erkend omwille van het feit dat het een van de oudste en meest emblematische is van de industriële revolutie in Europa. De locaties bevatten niet enkel talrijke technische en industriële artefacten, maar geven ook een beeld van de industriële architectuur van de mijnen en de utopische architectuur van de vroege industriële periode in Europa, met mijnwerkerswoningen, de hierbij toegepaste stedenbouwkundige planning, en de sociale en menselijke waarden die een rol speelden in de geschiedenis, met onder andere bijzondere aandacht voor de mijnramp van Marcinelle van 1956.
De vier locaties die deel uitmaken van het werelderfgoed zijn:
- Le Grand-Hornu (nabij Bergen): een steenkoolmijn en een mijndorp ontworpen door de architect Bruno Renard in de eerste helft van de 19e eeuw
- Le Bois du Cazier (nabij Charleroi): de grote mijnen, gekend van de mijnramp van Marcinelle, de grootste Belgische mijnramp
- Bois-du-Luc (nabij La Louvière): een locatie waar niet enkel de mijn, maar ook het aangrenzende mijndorp, gebouwd tussen 1838 en 1909, intact bewaard is gebleven en is gerestaureerd. Bois-du-Luc omvat ook een van de oudste Europese mijnen van het einde van de 17e eeuw.
- De steenkoolmijn van Blegny (nabij Wezet en Luik) die ook ondergronds te bezoeken is.

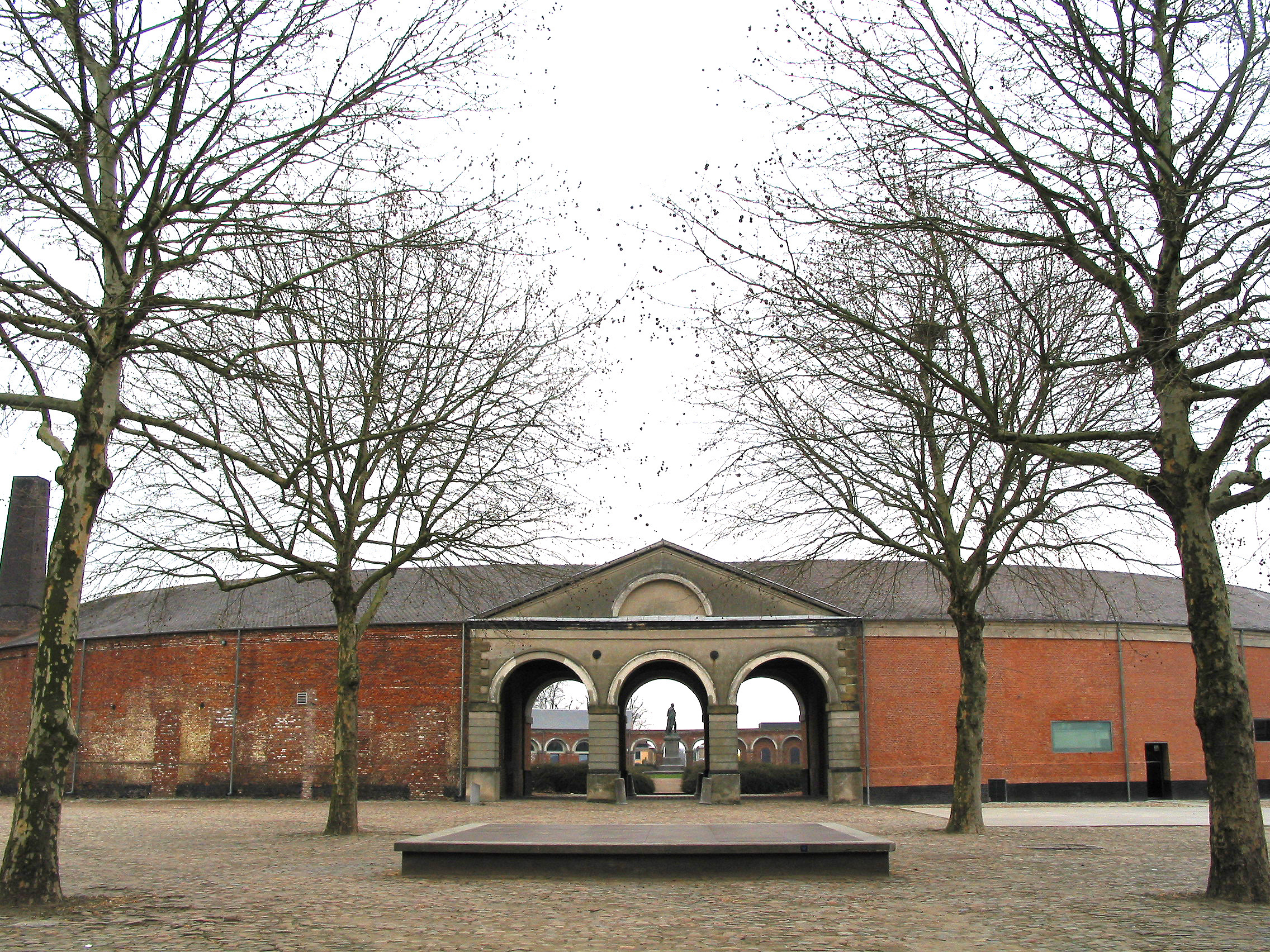
Le Grand-Hornu
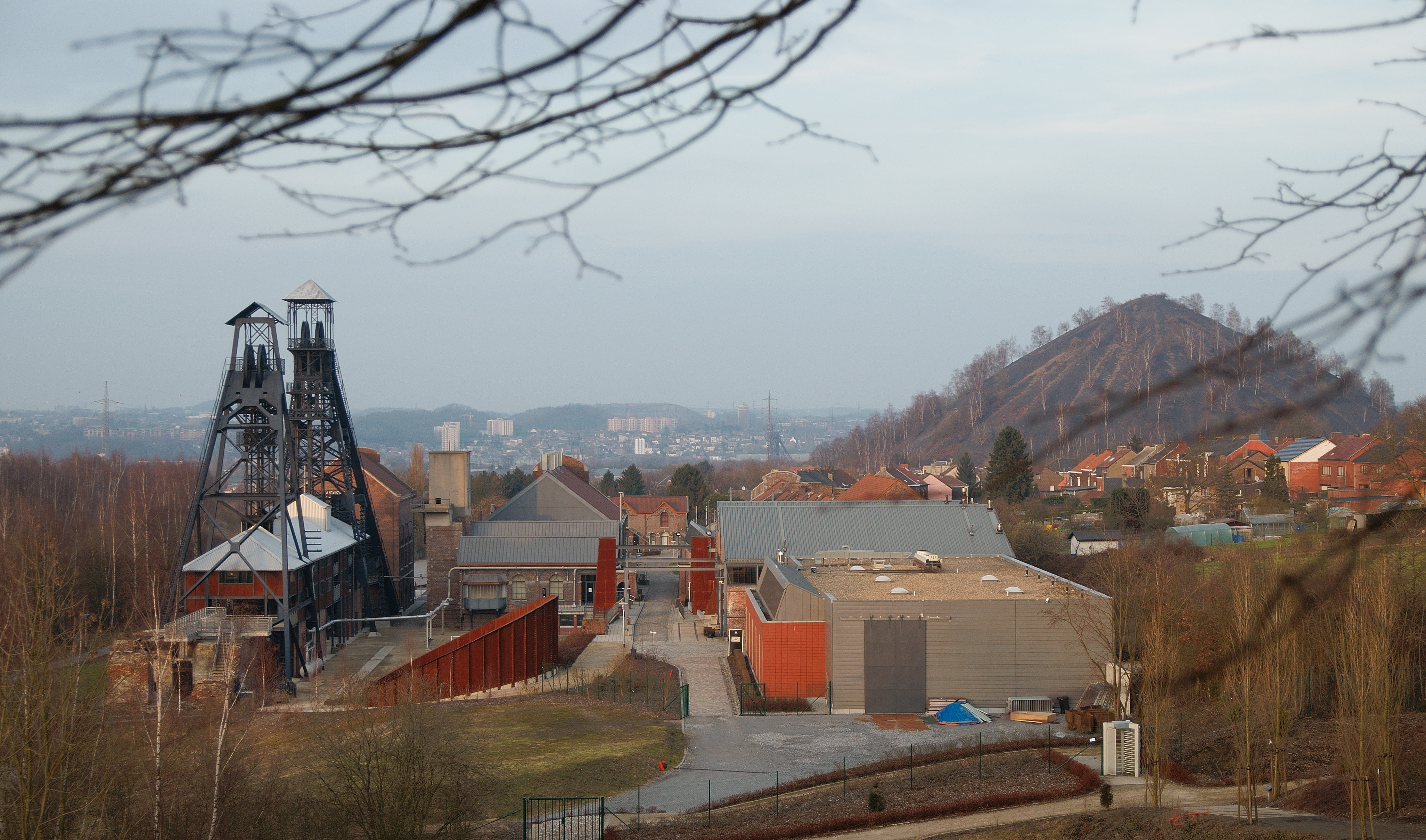
Bois du Cazier
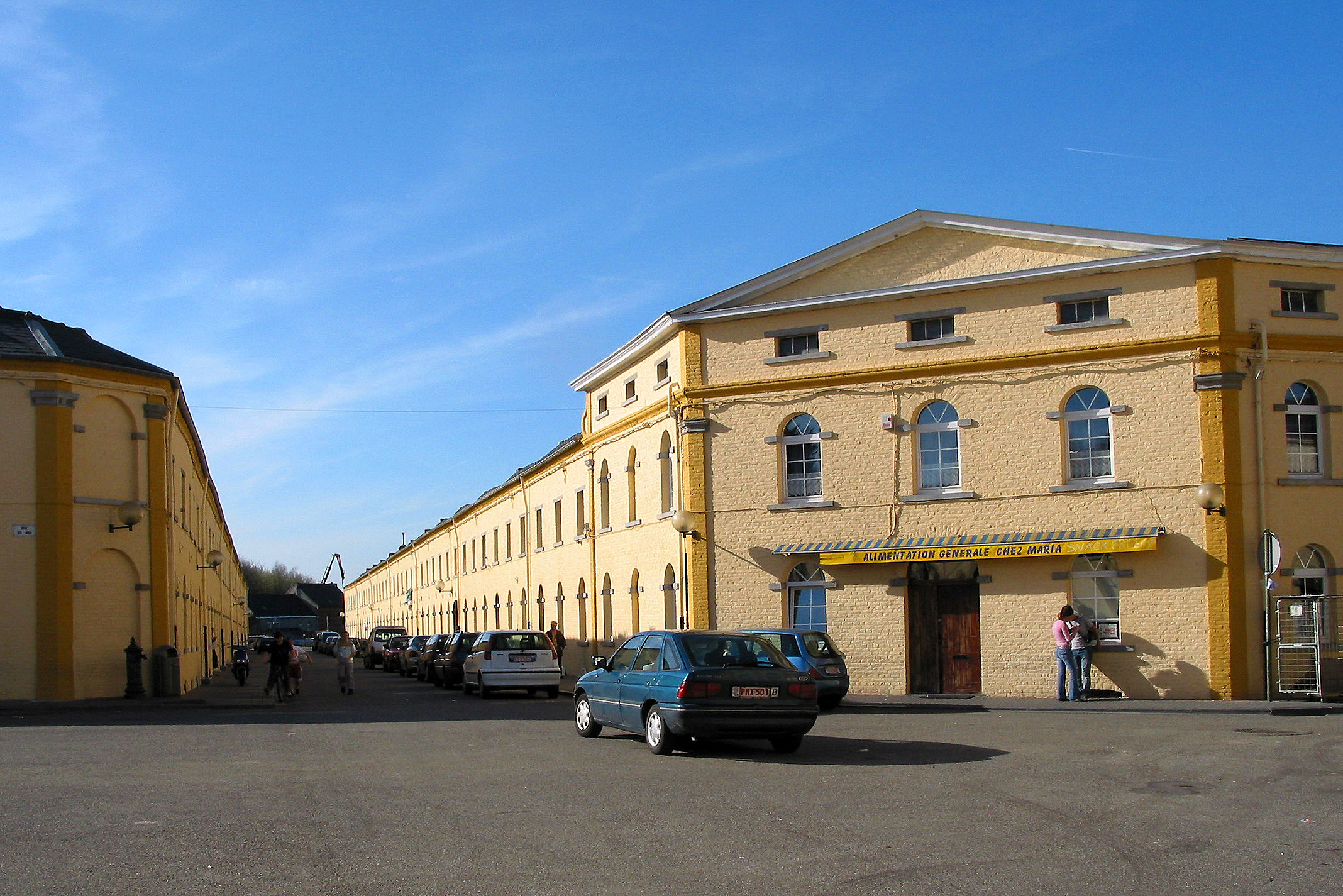
Bois-du-Luc
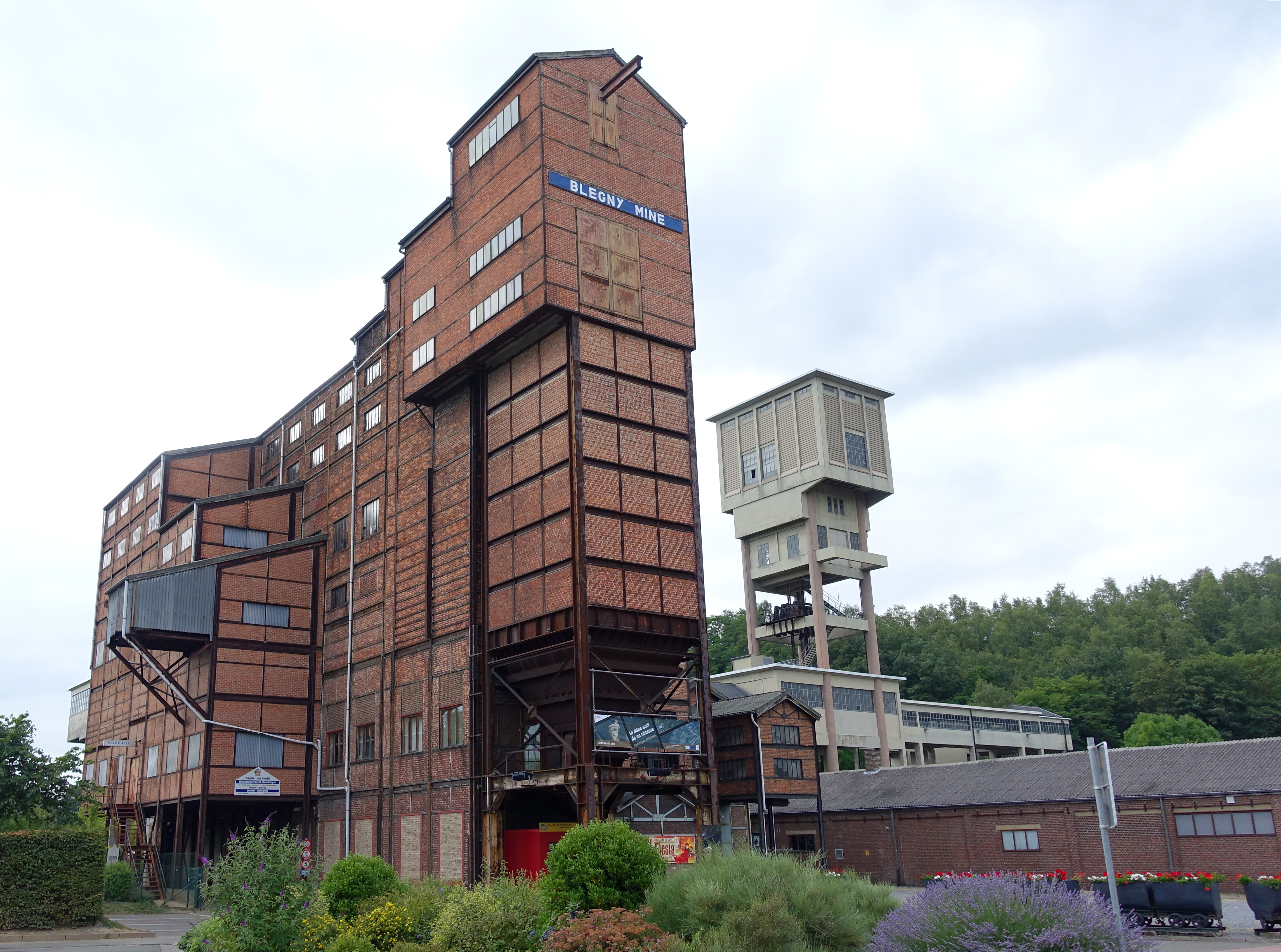
Blegny-Mine

## Historische achtergrond

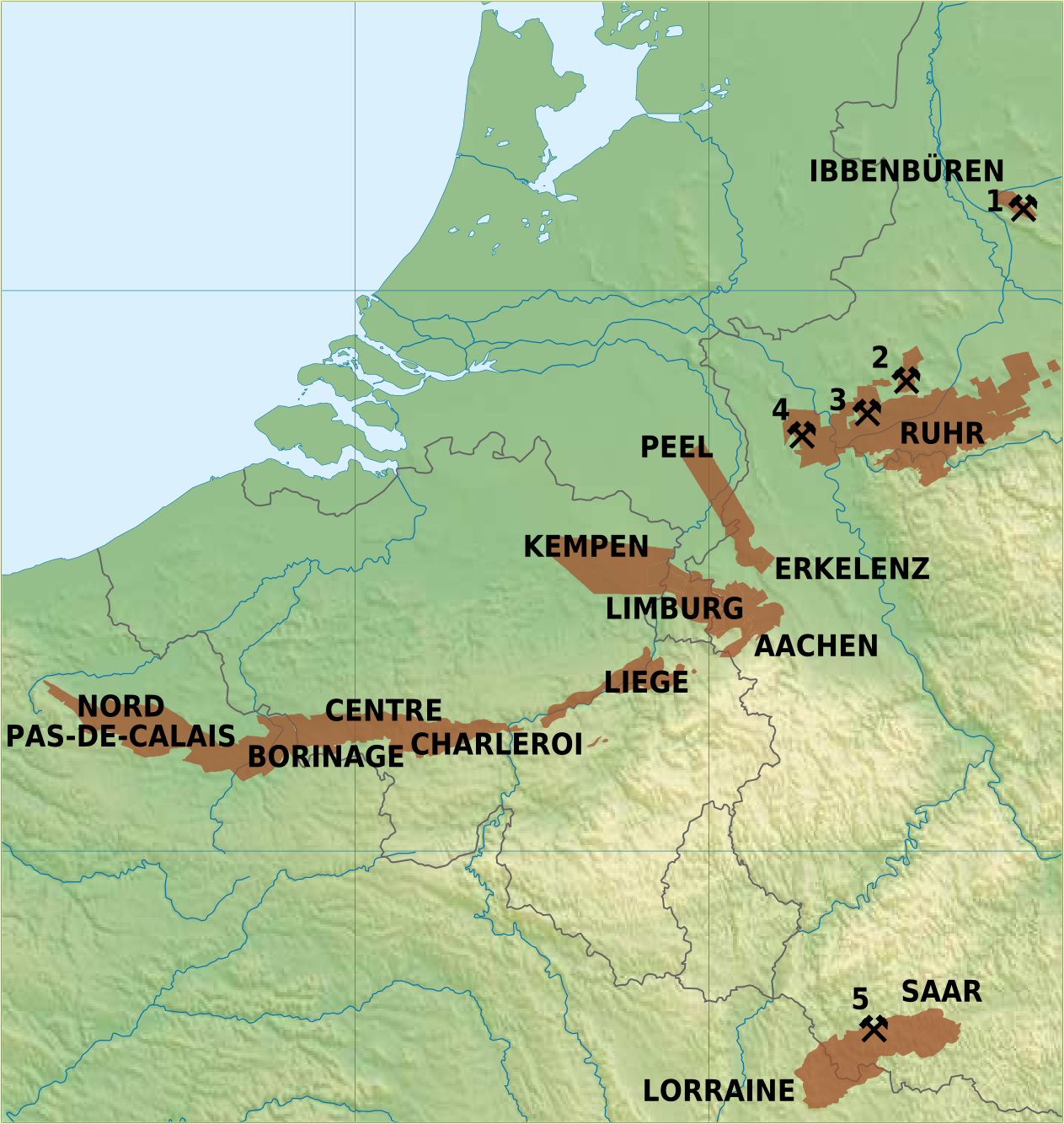
De Waalse steenkoolbekkens Borinage, Centrum, Charleroi en Luik in relatie tot buurlanden

De Waalse steenkolenbekkens waren geconcentreerd in de Waalse Industrieas van de Maas, Samber en Hene, zich uitstrekkende van Luik tot Bergen. Er waren drie bekkens in de provincie Henegouwen: de Borinage bij Bergen, het Centrumbekken bij La Louvière en het Bekken van Charleroi. In de provincie Namen ligt Beneden-Samber en ten slotte bevindt het Luiks steenkoolbekken zich rond de stad Luik (Andenne, Seraing en Herve).
In Wallonië werd vermoedelijk al sinds de Romeinse tijd steenkool ontgonnen. In de 13e eeuw duiken de eerste mijnbedrijven op, het ging toen uiteraard om open mijnen. In de 16e eeuw werd de steenkool ontgonnen op betrekkelijk grote schaal en uitgevoerd in alle windrichtingen. Ook staal en glas werden er geproduceerd. Ook de steenkoolnijverheid en zware industrie in de omgeving van Luik kent dan haar opkomst. Omdat men steeds dieper groef, moesten de mijnen ook steeds gemoderniseerd worden. Zo werden hier de eerste pompen en stoommachines in gebruik genomen.
Een groot deel van de Waalse mijnbedrijven werden gesticht in het begin van de 18e eeuw; toen en in de 19e eeuw ontwikkelde Wallonië zich dankzij de mijnbouw en de daarvan afhankelijke bedrijvigheid (o.a. metaalindustrie) tot het grootste industriegebied van het Europese vasteland. De ontsluiting van de regio door steenwegen en kanalen (Kanaal Bergen-Condé, Centrumkanaal, Kanaal Brussel-Charleroi, Zuid-Willemsvaart), in deze periode droeg hiertoe bij. Ook belangrijk in deze was de vestiging van de staalfabriek van John Cockerill in Seraing, in 1850 de grootste fabriek ter wereld, die een grote afnemer was van steenkool.
In de loop van de 19e eeuw bereikten de Waalse mijnen hun bloeiperiode dankzij de enorme vraag naar steenkool als belangrijkste grondstof. Ook in de eerste jaren na de Tweede Wereldoorlog was er een hoge vraag naar steenkool voor de wederopbouw. Om aan de vraag te voldoen, werden arbeiders uit heel Europa, en vooral Italië aangetrokken. Na de mijnramp van Marcinelle in 1956, waarbij veel Italiaanse doden vielen, zegde Italië zijn overeenkomst met de Belgische regering op omdat zij de veiligheid, vooral in de oudere Waalse mijnen, onvoldoende vond. Er werden vanaf toen geen Italianen meer geleverd in ruil voor Belgische steenkool. De Belgen gingen daarna ongeschoolde arbeidskrachten voor hun mijnen zoeken in andere landen rond de Middellandse Zee, zoals Spanje, Griekenland, Marokko en Turkije.
De teloorgang van de mijnen vanaf het midden der jaren 1950, met sluitingen in het kader van het EGKS-beleid, was te wijten aan de opkomst van olie en gas als alternatieve energiebronnen en concurrentie van geïmporteerde steenkool gewonnen in open mijnen die veel goedkoper was dan deze van de Waalse mijnen die op steeds grotere diepte moest ontgonnen worden en daardoor onrendabel werd. De laatste Waalse steenkoolmijn Roton in Farciennes sloot in 1984. Het wegvallen van de mijnindustrie in Wallonië in het midden van de vorige eeuw en de daaropvolgende crisis in de staalindustrie liggen aan de basis van de economische neergang van de streek.

## Opname in de Werelderfgoedlijst
De vier steenkoolmijnsites werden op 1 juli 2012 als cultureel werelderfgoed opgenomen op de Werelderfgoedlijst en zijn het elfde werelderfgoed van België.
De aanvraag tot erkenning van werelderfgoed was een eerste maal tot een sessie van de commissie geraakt in 2010 bij de 34e sessie van de Commissie voor het Werelderfgoed. Daar werd de beslissing evenwel uitgesteld, omdat een aantal elementen in het dossier verdere verduidelijking en uitwerking behoefden.
Tijdens de 36e sessie van de Commissie voor het Werelderfgoed in 2012 werden de mijnsites op de Werelderfgoedlijst ingeschreven op basis van de volgende criteria:
- criterium (ii): De vier Waalse steenkoolmijnen zijn bij de oudste en grootste van Europa en zijn een getuige van de vroege verspreiding van de technische, sociale en stedenbouwkundige vernieuwingen van de industriële revolutie. Zij speelden tot recent een belangrijke rol als voorbeeld op technisch en sociaal vlak. Zij zijn ook een van de belangrijkste locaties van interculturaliteit die ontstaat uit massa-industrie door de tewerkstelling van werkers uit andere streken van België, Europa en later Afrika.
- criterium (iv): Het geheel van de vier Waalse mijnsites vormt een vooraanstaand en volledig voorbeeld van de industriële mijnbouw in continentaal Europa, op verschillende momenten van de industriële revolutie. Het toont op opmerkelijke wijze zijn industriële en technologische erfenis, zijn stedenbouwkundige en architecturale keuzes en zijn sociale waarden, in het bijzonder wat betreft de mijnramp van Marcinelles in Le Bois du Cazier in 1956.

De verschillende locaties zijn geselecteerd omwille van de kwaliteit, de diversiteit en de rijkdom aan getuigenissen die zij bieden. Elke locatie toont een originele en aanvullende dimensie van de overkoepelende waarde van het erfgoed in zijn geheel, en elke locatie heeft de nodige elementen om een uiting te zijn van deze waarde.